# Druga zasada termodynamiki
Druga zasada termodynamiki – podstawowe prawo termodynamiki określające nieodwracalność niektórych procesów makroskopowych przebiegających ze skończoną prędkością. Nieodwracalne w szczególności są procesy: wymiany ciepła przy skończonej różnicy temperatur, procesy z tarciem, dyfuzją, rozprężaniem gazów do próżni itd. Zachodzą one samorzutnie tylko w jednym kierunku.
We współczesnej termodynamice klasycznej drugą zasadę termodynamiki formułuje się jako wzrost entropii w procesach nieodwracalnych.

## Historia
Druga zasada termodynamiki powstała na początku XIX w. jako prawo uzasadniające ograniczenia w przetwarzaniu energii cieplnej w pracę mechaniczną w maszynach parowych. Pierwsza teoria zamiany ciepła na pracę mechaniczną pochodzi od Nicolasa Léonarda Sadiego Carnota z 1824 roku. W swojej książce Reflections on the Motive Power of Heat, stwierdzając fakt, że ciepło może wywołać ruch, zbadał pracę powstałej niedługo wcześniej i ciągle udoskonalanej maszyny parowej. Prawidłowo zdał sobie sprawę, że efektywność jej pracy zależy od różnicy temperatur między czynnikiem dostarczanym do silnika a jego otoczeniem, ale nie sformułował odpowiednika II zasady termodynamiki. Carnot wprowadził cykl pracy silnika odwracalnego znanego obecnie jako cykl Carnota, stwierdził że wszystkie silniki odwracalne mają taką samą sprawność a rzeczywiste silniki (nieodwracalne) mają sprawność mniejszą od odwracalnych.

## Sformułowania w terminach termodynamiki klasycznej

### Sformułowanie oparte na pojęciu entropii
W termodynamice klasycznej drugą zasadę termodynamiki formułuje się:
Zmiana entropii {\displaystyle \delta S} dla dowolnego procesu rzeczywistego w układzie odosobnionym spełnia nierówność {\displaystyle \delta S\geqslant 0.} Równość zachodzi tylko dla procesów odwracalnych.

### Alternatywne sformułowania
Druga zasada termodynamiki może być sformułowana na wiele sposobów.
Najszerzej znane są następujące alternatywne sformułowania drugiej zasady termodynamiki:
Clausiusa:
Nie istnieje proces termodynamiczny, którego jedynym wynikiem byłoby pobranie ciepła ze zbiornika o temperaturze niższej i przekazanie go do zbiornika o temperaturze wyższej.
oraz Kelvina:
Nie jest możliwy proces, którego jedynym skutkiem byłoby pobranie pewnej ilości ciepła ze zbiornika i zamiana go w równoważną ilość pracy.
lub:
Niemożliwe jest otrzymanie pracy mechanicznej z jakiegokolwiek układu materialnego przez oziębienie go poniżej temperatury najzimniejszego z otaczających obiektów.
Rozpowszechniła się opinia, że można udowodnić równoważność tych stwierdzeń ze sformułowaniem opartym na entropii.
Wprowadzając pojęcie perpetuum mobile drugiego rodzaju, jako silnik cieplny pobierający energię cieplną z układu i w całości przekształcający ją na pracę, można sformułować drugą zasadę termodynamiki w następujący sposób (sformułowanie Ostwalda):
Nie istnieje perpetuum mobile drugiego rodzaju.
W praktyce sformułowanie Ostwalda jest tożsame ze sformułowaniem Kelvina, ale jest ono wyrażone za pomocą specjalnego terminu (perpetuum mobile drugiego rodzaju).
Historycznie, druga zasada termodynamiki wywodzi się od idei Carnota. Ideę tę można wyrazić następująco (twierdzenie-sformułowanie Carnota):
Największą możliwą sprawność mechaniczną, spośród silników cieplnych, może osiągać silnik odwracalny (tzw. cykl Carnota). Sprawność silnika odwracalnego jest równa stosunkowi maksymalnej różnicy temperatur w tym silniku do maksymalnej bezwzględnej temperatury silnika. Zatem każdy silnikowy cykl termodynamiczny ma sprawność nie większą od sprawności silnika odwracalnego (Carnota).
O ile Carnot nie sformułował wprost II zasady termodynamiki, to jego twierdzenie stworzyło podwaliny dla sformułowania tej zasady.
Cztery powyższe sformułowania (Clausiusa, Kelvina, Ostwalda i Carnota) odnoszą się do ograniczeń, jakie nakłada II zasada termodynamiki na maszyny cieplne. Istnieje też ogólne fenomenologiczne sformułowanie II zasady termodynamiki abstrahujące od jakichkolwiek maszyn cieplnych, a zarazem nieodnoszące się do pojęcia entropii, podane na początku XX wieku przez Caratheodory’ego:
W dowolnie bliskim otoczeniu każdego stanu równowagi układu termo-dynamicznego znajdują się stany nieosiągalne za pomocą równowagowej przemiany adiabatycznej.
Twierdzi się, że sformułowanie to jest równoważne sformułowaniu opartemu na pojęciu entropii.
Sformułowania Clausiusa i Carnota są uznawane za równoważne z II zasadą termodynamiki, a jednocześnie są one bardziej restrykcyjne od stwierdzeń Kelvina i Ostwalda.

## Ujęcie w terminachtermodynamiki statystycznej
- Entropia (S) jest funkcją stanu będąca miarą liczby sposobów (W), na jakie może być zrealizowany określony stan termodynamiczny danego układu w określonej temperaturze (T).
- Układ dąży do stanu, który może być w danych warunkach zrealizowany na jak najwięcej sposobów; dąży więc on do maksymalizacji entropii.
- Entropia jest ciągłą, różniczkowalną i monotonicznie rosnącą funkcją energii wewnętrznej (U), co zapisuje się matematycznie jako:

{\displaystyle \left({\frac {\partial S}{\partial U}}\right)_{N,T}>0.}
- Entropia jest wielkością ekstensywną, addytywną w danym stanie układu, tj. entropia całego układu jest wówczas sumą entropii wszystkich jego części, będących rozdzielnymi układami makroskopowymi

{\displaystyle S=\sum _{i}{S_{i}}.}
W przypadku połączenia tych części (np. zmieszanie płynów), entropia nie spełnia warunku addytywności.

## Kwestia dowodu
Z jednej strony, druga zasada termodynamiki jest prawem przyrody opartym na ogromnej ilości doświadczeń i spostrzeżeń oraz zgodności wyników rozumowań, opartych na tym prawie, z doświadczeniami. Jako oparta na doświadczeniu, jest niemożliwa do udowodnienia. Istnieją jednak opracowania, w których zaprezentowane są jej dowody. Można także, na podstawie równania opisującego cykl Carnota {\displaystyle ({\frac {Q_{1}}{Q_{2}}}={\frac {T_{1}}{T_{2}}})} oraz sformułowań Kelvina-Plancka ({\displaystyle Q\leqslant 0,} {\displaystyle W\leqslant 0}) wykazać, że w procesie przeprowadzającym układ od stanu 1 do stanu 2 entropia nie maleje {\displaystyle S_{2}-S_{1}\geqslant 0.}.

## Wnioski z II zasady termodynamiki

### Silnik cieplny nie może działać bez różnic temperatury
Inne, równoważne sformułowanie drugiej zasady termodynamiki wiąże się z silnikiem cieplnym, czyli urządzeniem zamieniającym ciepło na pracę. Zgodnie z tym sformułowaniem spontaniczny przekaz ciepła może się dokonywać tylko od ciała cieplejszego do zimniejszego. Idealny silnik, pracujący w cyklu przemian odwracalnych, ma sprawność {\displaystyle \eta } ograniczoną różnicą temperatur ciał, pomiędzy którymi przekazywane jest ciepło:
{\displaystyle \eta ={\frac {W}{Q}},}
{\displaystyle \eta ={\frac {Q_{1}-Q_{2}}{Q_{1}}},}
{\displaystyle \eta ={\frac {T_{1}-T_{2}}{T_{1}}}.}
gdzie ciepło jest przekazywane od ciała o temperaturze {\displaystyle T_{1}} do ciała o temperaturze {\displaystyle T_{2}} (grupa fizyków z Niemiec teoretycznie udowodniła, że powyższy wzór w pewnych szczególnych warunkach nie jest spełniony dla kwantowego cyklu Otto, co nie łamie jednak II zasady termodynamiki). Silnik spełniający tę regułę jest nazywany silnikiem Carnota.
Z II zasady termodynamiki zastosowanej do silników cieplnych wynika, że nie można ciepła zamieniać na pracę bez ograniczeń, choć jest to zgodne z I zasadą termodynamiki. Nie można bez wkładu pracy przesyłać energii termicznej między ciałami mającymi tę samą temperaturę. Oznacza to, że perpetuum mobile II rodzaju nie istnieje.
Prowadzi to do dalszego wniosku – nie da się w pełni kontrolować procesów statystycznych, np. nie można czerpać energii z przypadkowych ruchów cząstek, takich jak ruchy Browna (wykorzystywane w pomyśle zapadki brownowskiej). Z II zasady wynika, że przyrządy do czerpania tego rodzaju energii po pewnym czasie też zaczną się zachowywać przypadkowo, a więc staną się bezużyteczne. Miarą tej przypadkowości jest właśnie temperatura. Aby czerpać energię termiczną z układu, trzeba dysponować czymś zimniejszym niż ten układ.

### Energia swobodna Helmholtza
Energia swobodna Helmholtza {\displaystyle F=U-TS} jest funkcją stanu odpowiadającą tej części energii wewnętrznej, która może być w danym procesie uwolniona na zewnątrz układu w formie pracy lub ciepła przy stałej temperaturze i objętości.
W pierwszej zasadzie termodynamiki możemy zastąpić zmianę ciepła {\displaystyle dQ} przez {\displaystyle TdS{:}}
{\displaystyle dU=TdS+dW.}
Mając na uwadze drugą zasadę {\displaystyle (TdS\geqslant dQ),} otrzymujemy:
{\displaystyle dU\leqslant TdS+dW,}
{\displaystyle dW\geqslant dU-TdS=dF.}
Dlatego praca maksymalna jest zawsze większa lub równa energii swobodnej Helmholtza. Innymi słowy, pewnej ilości energii wewnętrznej {\displaystyle dU} nigdy nie można całkowicie zamienić na pracę, część jest zawsze tracona z powodu wzrostu entropii.
Ostatnią nierówność można przekształcić do postaci:
{\displaystyle dW\leqslant TdS-dU.}
To wyrażenie przyjmuje maksymalną wartość, gdy przemiana jest odwracalna. W przypadku przemian nieodwracalnych:
{\displaystyle dW<TdS-dU,}
co w sumie można zapisać:
{\displaystyle dW=TdS-dU+TdS_{nieodwr}.}

### Śmierć cieplna Wszechświata
Z II zasady termodynamiki wynika też hipoteza tzw. śmierci cieplnej Wszechświata. Miałaby ona polegać na tym, iż po jakimś czasie Wszechświat, jako całość, dojdzie do stanu równowagi termodynamicznej, czyli będzie miał jednakową temperaturę w każdym punkcie i wymiana energii termicznej całkowicie zaniknie, a co za tym idzie zanikną wszelkie inne rodzaje wymiany energii, które w ten czy inny sposób są zawsze związane ze zmianą temperatury. Teoria śmierci cieplnej jest jednak nadinterpretacją, wynikającą z przeniesienia rozumowania pochodzącego z fizyki fenomenologicznej w dziedzinę przekraczającą zakres jej stosowalności – do kosmologii. II zasada termodynamiki odnosi się do układów w stanie równowagi pełnej lub niepełnej i nie ma zastosowania do rozszerzającego się Wszechświata, w którym zmianom ulega np. pole grawitacyjne.

### Paradoks nieodwracalności
Z interpretacją II zasady termodynamiki jest też związany swoisty paradoks. Z jednej strony wynika z niej, że wiele zjawisk obserwowanych w skali makroskopowej może być nieodwracalnych. Definiuje tak zwaną termodynamiczną (lub entropijną) strzałkę czasu. Z drugiej strony termodynamika statystyczna, z której ta zasada się wywodzi, zakłada, że każde jednostkowe zjawisko w skali mikroskopowej, czyli w skali pojedynczych cząstek jest odwracalne. Mimo że wszystkie zjawiska makroskopowe są sumą odwracalnych zjawisk mikroskopowych, przyjmuje się jednak – wbrew zdrowemu rozsądkowi – możliwość ich nieodwracalności. Paradoks ten przyczynił się do początkowego odrzucenia równania Boltzmanna, opisującego procesy nierównowagowe.
Ten paradoks wskazuje na ścisły związek między teorią a pomiarem w fizyce. Interpretacja pomiaru układów wielocząstkowych jest oparta na teoriach tworzonych dla układów makroskopowych. Można powiedzieć, że pomiary te dotyczą sum uśrednionych zjawisk mikroskopowych. Dla takich pomiarów koncepcja entropii jest niezbędna teoretycznie. Gdyby jednak dało się w jakiś sposób przejść do pomiaru tych zjawisk na poziomie pojedynczych cząstek, koncepcja entropii przestałaby być potrzebna. Liczba cząstek w rzeczywistych, makroskopowych układach doświadczalnych jest jednak bardzo duża (rzędu stałej Avogadra) i dlatego pomiar większości zjawisk fizycznych na poziomie mikroskopowym jeszcze długo pozostanie poza zasięgiem nauki.
Ściśle II zasada termodynamiki jest sprzeczna zarówno z mechaniką klasyczną, jak i kwantową, a dokładnie ze zjawiskiem tzw. dokładnego ożywienia funkcji falowej, jak też z twierdzeniem Poincaré o powrocie i najprawdopodobniej dlatego, że dotyczy ona jedynie pewnych początkowych stadiów ich ewolucji lub też że układy matematycznie perfekcyjnie izolowane z wyjątkiem całego wszechświata naprawdę nie istnieją. W prawie nieskończonej ewolucji klasycznej lub kwantowej izolowanego układu fizycznego entropia będzie maleć spontanicznie, kiedy będą one odtwarzać swój stan początkowy. Np. zgodnie z twierdzeniem Poincarégo zamknięty we wnęce rezonansowej silnik Carnota po wyrównaniu się temperatur i prawie nieskończonym czasie zacznie pracować magicznie wstecznie, tak że temperatura w zbiorniku A zacznie rosnąc, a w B maleć, aby cały układ wrócił do stanu początkowego dokładnie. Inaczej zgodnie z teorią mikroskopową, każdy proces w układzie termodynamicznie izolowanym jest infinitezymalnie dokładnie odwracalny i wartość entropii musi kiedyś wrócić do jej wartości początkowej malejąc.

## Zastosowanie praktyczne
II zasada termodynamiki znalazła zastosowanie w pracy silników cieplnych. W silniku cieplnym ogrzany, rozprężający się gaz porusza tłok, wykonując w ten sposób pracę i przekształcając energię wewnętrzną w energię mechaniczną. Aby praca mogła być wykonywana w sposób ciągły, tłok musi wciąż powracać do poprzedniego położenia. Oznacza to cykliczność pracy silnika. Najczęściej ciepło pochodzące ze spalania paliwa jest dostarczane do gazu roboczego, który, rozprężając się, wykonuje pracę, wprawiając w ruch jakiś mechanizm. Rozprężanie gazu także nie może być nieograniczone przestrzennie, ponieważ silnik ma skończone rozmiary. Dlatego gaz musi być z powrotem sprężony tak, aby wszystkie części silnika wróciły do stanu wyjściowego.
II zasada termodynamiki uniemożliwia spontaniczne powstanie różnic temperatur między częściami układu: energia cieplna nigdy nie płynie od ciała chłodniejszego do cieplejszego. Przepływ ciepła możliwy jest tylko od ciała o wyższej temperaturze do ciała o niższej temperaturze. Dlatego nie możemy czerpać energii cieplnej z jednego zbiornika i zamieniać ją w całości na pracę. Temperatura takiego zbiornika wciąż by się obniżała i ciepło musiało by płynąć od ciała o niższej temperaturze do ciała o wyższej temperaturze, a tego zabrania II zasada termodynamiki. Tak więc silniki cieplne muszą pobierać ciepło ze zbiornika ciepła o wyższej temperaturze, przekształcając jego część w użyteczną pracę, a resztę oddając do chłodnicy – zbiornika ciepła o niższej temperaturze.
Z mikroskopowego punktu widzenia, niemożliwa jest samorzutna przemiana ruchu chaotycznego cząsteczek gazu w ruch uporządkowany przy przesunięciu makroskopowym tłoka, a także samoczynny przepływ od ciała, którego cząsteczki mają średnią energię kinetyczną ruchu chaotycznego mniejszą do ciała, którego cząsteczki mają średnią energię kinetyczną ruchu chaotycznego większą.
Z II zasady termodynamiki również płynie wniosek, że łatwo jest przywrócić stan początkowy układu, znaczenie trudniejsze jest jednoczesne odtworzenie pierwotnego stanu otoczenia np. zderzenia sprawiają, że nie jest możliwe odtworzenie trajektorii ruchu pojedynczych cząsteczek.